# Bruno Iglesias
Bruno Iglesias Lois (Salamanca, 1 de mayo de 2003) es un futbolista español que juega como centrocampista en el RC Celta Fortuna de la Primera Federación, cedido por el Real Madrid Castilla.
Considerado como uno de los juveniles españoles con mayor proyección, es internacional en las categorías inferiores de la selección española, siendo actualmente parte del combinado sub-19. En 2020 fue incluido entre los 60 mejores jóvenes talentos del mundo por The Guardian, y es considerado como una de las mejores promesas de la cantera madridista.

## Trayectoria

### La perla madridista de Salamanca
En su Salamanca natal empezó a jugar en 2008 en las inferiores de la Unión Deportiva Santa Marta. Permaneció siete años bajo su disciplina hasta que en 2015, tras el interés de varios clubes europeos, se incorporó a las categorías inferiores del Real Madrid Club de Fútbol.
Incorporado en las filas del segundo equipo de infantiles, fue progresando por cada uno de los equipos inferiores del club merced a sus buenas actuaciones hasta llegar en 2020 a formar parte de la plantilla oficial del primer equipo juvenil, el Real Madrid C. F. Juvenil "A" sin haber pasado por el segundo equipo juvenil.
Jorge Romero le colocó como uno de los centrocampistas del equipo titular con un gran inicio de temporada que le llevaron a anotar ocho goles en 22 encuentros que permitieron a su equipo acceder como mejor subcampeón a la Copa de Campeones. En ella eliminó a los juveniles del Atlético de Madrid —quienes les superaron en la temporada regular—, pero finalmente fueron eliminados en semifinales por el Real Club Deportivo de La Coruña, a la postre campeones. La Liga Juvenil de la UEFA, donde el club defendía el título, fue finalmente cancelada por la UEFA debido a la todavía latente situación de la pandemia de covid-19 iniciada en 2020.
Debido a ello no debutó en la máxima competición de clubes en Europa en edad juvenil hasta la edición siguiente, ya con su formato habitual, en el empate a un gol frente a los juveniles del Football Club Internazionale Milano del 15 de septiembre. Ya como capitán del equipo, logró sus dos primeros goles en el siguiente encuentro del día 28 frente al 	Fotball Club Sheriff Tiraspol que finalizó con victoria por 4-1 y colocó a su equipo líder provisional. Señalado como la nueva perla de la cantera madridista, en el campeonato nacional se situó como el máximo anotador del equipo con tres tantos en apenas dos encuentros disputados, como pilar fundamental del equipo, y comenzó a recibir elogios por sus desempeños.
En el verano de 2022 promociona al Real Madrid Castilla, llegando a disputar 5 partidos. Ante la falta de minutos, el filial blanco decide cederlo al RSC Internacional F. C. en el mercado de invierno.
Para la siguiente temporada, sale cedido al RC Celta Fortuna de la Primera Federación.

## Selecciones
Internacional con las categorías inferiores de la selección española, debutó con la sub-19 el 3 de septiembre de 2021.

## Estadísticas

### Inferiores
Actualizado al último partido disputado el 19 de diciembre de 2021.
| Club                  | Temporada       | Div.            | Liga  | Liga  | Copas | Copas | Internacional | Internacional | Total | Total | Media goleadora |
| Club                  | Temporada       | Div.            | Part. | Goles | Part. | Goles | Part.         | Goles         | Part. | Goles | Media goleadora |
| --------------------- | --------------- | --------------- | ----- | ----- | ----- | ----- | ------------- | ------------- | ----- | ----- | --------------- |
| Real Madrid C. F. "C" | 2019-20         | Aut.            | 21    | 21    | –     | –     | Inaccesibles  | Inaccesibles  | 21    | 21    | 1               |
| Real Madrid C. F. "A" | 2020-21         | Juv.            | 22    | 8     | 3     | –     | –             | –             | 25    | 8     | 0.32            |
| Real Madrid C. F. "A" | 2021-22         | Juv.            | 12    | 10    | –     | –     | 6             | 3             | 18    | 13    | 0.72            |
| Total juveniles       | Total juveniles | Total juveniles | 55    | 39    | 3     | 0     | 6             | 3             | 64    | 42    | 0.66            |
| 1. 2. 3.              |                 |                 |       |       |       |       |               |               |       |       |                 |